# Novo Oriente de Minas
Novo Oriente de Minas est une municipalité brésilienne de l'État du Minas Gerais et la microrégion de Teófilo Otoni.

## Economie
Il s'agit de l'une des municipalités les plus pauvres de l'État et du pays. Les principales activités économiques sont l'élevage de bovins (13 000 têtes en 2006) et l'agriculture avec une production modeste de café, de canne à sucre et de bananes. En 2006, il y avait 300 producteurs ruraux pour une superficie totale de 32 413 hectares. Les terres cultivées représentaient 1 000 hectares. Il n'y avait que cinq tracteurs. Dans la zone urbaine, il n'y avait pas d'institutions financières en 2006. Il y avait 125 automobiles, soit un ratio d'environ une automobile pour 80 habitants. Les soins de santé sont assurés par quatre cliniques publiques. Il n'y a pas d'hôpital.